# Modraczek (zwyczajny)
Modraczek (zwyczajny) (Tarsiger cyanurus) – gatunek małego ptaka z rodziny muchołówkowatych (Muscicapidae). Zamieszkuje północną Europę i Azję; sporadycznie zalatuje do Polski. Nie jest zagrożony.

## Systematyka
Po raz pierwszy zgodnie z zasadami nazewnictwa binominalnego gatunek ten opisał Peter Simon Pallas w 1773 roku. Autor nadał mu nazwę Motacilla cyanurus, a jako miejsce typowe wskazał rejon rzeki Jenisej. Obecnie gatunek zaliczany jest do rodzaju Tarsiger.
Jest to gatunek monotypowy. Do niedawna za podgatunek modraczka uznawano modraczka himalajskiego (Tarsiger rufilatus) występującego od Himalajów po południowe i środkowe Chiny, uzyskał on jednak status odrębnego gatunku. Taksony te różnią się od siebie upierzeniem i wokalizacją, a ich odrębność potwierdziły badania genetyczne. W 2022 roku Wei i inni na podstawie badań genetycznych i różnic w wokalizacji (przy minimalnych różnicach w morfologii) wydzielili do osobnego gatunku Tarsiger albocaeruleus (modraczek tybetański) populację z północno-środkowych Chin opisaną w 1937 roku jako podgatunek T. cyanurus albocaeruleus, który jednak później zwykle nie był uznawany.

## Morfologia
Długość ciała wynosi 13–15 cm, rozpiętość skrzydeł: 22–24 cm, masa ciała 10–18 g. Sylwetka podobna do rudzika. Występuje dymorfizm płciowy w upierzeniu. U ptaków obu płci widoczne są rdzawe boki ciała, szaroniebieskie z wierzchu sterówki i białe gardło. U samca w sezonie lęgowym głowa, wierzch ciała i kuper są szaroniebieskie; u samicy te obszary ciała są szarobrązowe. W szacie spoczynkowej samiec płowieje i przypomina samicę.

## Zasięg występowania
Modraczki w sezonie lęgowym zamieszkują obszar od Finlandii, północno-zachodniej Rosji i Uralu po Kamczatkę i dalej na południe po Mongolię, Japonię i północno-wschodnie Chiny. Zimują w południowej i południowo-wschodniej Azji.
W Polsce stwierdzony 23 razy (stan na koniec 2022), z czego większość stwierdzeń dotyczy ptaków schwytanych podczas akcji obrączkowania, jedno – martwego ptaka znalezionego w Jastarni w październiku 2010. W 2020 roku miało miejsce aż 5 stwierdzeń, m.in. stwierdzono pojedynczego samca zimującego w Sieradzu.

## Ekologia i zachowanie
Modraczki gniazdują w lasach iglastych, preferują naturalne, stare i wilgotne lasy świerkowe z obecnymi porostami, często na obszarze górzystym. Zimują w gęstych zaroślach złożonych z liściastych krzewów, preferują wzgórza i okolice górskich szczytów; obserwowane są także przy drogach. Pożywieniem modraczków są bezkręgowce, głównie owady, a poza sezonem lęgowym także i owoce. Biologia gatunku słabo poznana. W Rosji okres lęgowy trwa od maja do sierpnia. Swoje gniazda modraczki budują nisko nad ziemią lub na ziemi, w półotwartej dziupli, między korzeniami drzew, pod zwalonym konarem albo w dziurze w skarpie. Mają one formę kubeczka z trawy, mchu, paproci, gałązek i korzeni; wyściółkę stanowią włosy, pióra, delikatne trawy, a niekiedy i igły sosnowe. Zniesienie liczy od 3 do 7 jaj.

## Status i ochrona
Międzynarodowa Unia Ochrony Przyrody (IUCN) uznaje modraczka za gatunek najmniejszej troski (LC – Least Concern). Liczebność światowej populacji nie została oszacowana. W 2015 roku organizacja BirdLife International szacowała liczebność populacji europejskiej na 20 200 – 56 500 par lęgowych, a jej trend oceniała jako wzrostowy. Ze względu na brak dowodów na spadki liczebności bądź istotne zagrożenia dla gatunku BirdLife International uznaje globalny trend liczebności populacji za prawdopodobnie stabilny.
Na terenie Polski gatunek ten jest objęty ścisłą ochroną gatunkową.